# Absalom Harris Chappell
Absalom Harris Chappell, född 18 december 1801 i Hancock County i Georgia, död 11 december 1878 i Columbus i Georgia, var en amerikansk politiker. Han var ledamot av USA:s representanthus 1843–1845. I kongressen representerade han Whigpartiet och gick senare med i Demokratiska partiet.
Chappell avlade 1821 juristexamen vid University of Georgia och inledde därefter sin karriär som advokat i Georgia. Kongressledamot John Basil Lamar avgick 1843 och efterträddes av Chappell som inte ställde upp för omval i kongressvalet 1844. Chappell avled 1878 och gravsattes på Linwood Cemetery i Columbus.